# Jean Saugrain
Pour les articles homonymes, voir Saugrain.
Jean Saugrain est un libraire-imprimeur né vers 1518 à Ferrières-Haut-Clocher, et mort après le 22 juin 1586 à Pau.

## Biographie
Il quitte sa famille pour parcourir l'Europe pendant presque vingt ans et en profite pour se constituer un réseau professionnel. Il visite l'Italie, l'Espagne et se fixe en Allemagne. Il y apprend comment imprimer un écrit et se perfectionne sur le commerce des livres.
C'est en Allemagne qu'il découvre la Réforme protestante et devient un adepte de la doctrine de Martin Luther. Il décide de rentrer en France pour faire connaître les thèses de Luther. Il s'établit à Lyon comme libraire-imprimeur, en 1550. Lyon est alors la seconde ville française des métiers de l’imprimerie et du commerce des livres. Les querelles religieuses ont débuté en France depuis quelques années. Dès 1528, l'Église de France commence sa lutte contre le développement de ces idées nouvelles. En 1534, avec l'affaire des Placards, François Ier accélère la persécution contre les protestants. En 1545, les Vaudois du Luberon sont massacrés à Mérindol. Étienne Dolet meurt sur le bûcher le 3 août 1546 pour avoir imprimer des ouvrages hérétiques.
En 1555 il travaille à Lyon chez le libraire Benoît Rigaud (v.1525-1597). Benoît Rigaud s'est marié successivement avec Pernette de Septgranges, qui décède sans enfant, puis Claudine Dumergue ([?]-1623), fille de l’imprimeur Antoine Dumergue. Ensemble, ils vont publier Flores operum de Bernard de Clairvaux, en 1556, et des ouvrages de Clément Marot, François Habert, Guillaume de La Perrière, Guillaume de La Teyssonnière, Artus Désiré, Adrien du Hecquet, Gilles de Noyers, .... Benoît Rigaud, fervent catholique décide de se séparer de Jean Saugrain, en 1558. Jean Saugrain ouvre alors sa propre maison. Jean Saugrain devient un des libraires les plus importants de Lyon. Il se marie à Lyon, en 1558, avec Claudine Vallet (décédée à Lyon avant 1573), nièce par alliance de Benoît Rigaud. De ce mariage il a eu deux enfants, Jean Saugrain (ca 1566-ca 1622) et Abraham Saugrain (ca 1567-ca 1622).
Jean Saugrain va se spécialiser dans la publication d'ouvrages sur la doctrine protestante, des pamphlets et des libelles sur la religion catholique. En 1559, il publie La République d'Utopie de Thomas More dans une traduction de Jean Leblond revue par Barthélemy Aneau. En 1562, Jean publie l’Histoire des vies et faits de trois excellents personnages : Martin Luther par Philippe Mélanchthon, Jean Ecolampade par Wolfgang Faber Capito et Simon Grynaeus; et Huldrik Zuingle par Osualdus Myconius. Il soutient Antoine du Verdier, humaniste et bibliographe.
La Réforme se développe à Lyon au début des années 1560. À partir de 1563, Jean Saugrain publie des ouvrages condamnant la papauté. Il publie des livres de Pierre Viret, Heinrich Bullinger, Jean de l'Espine ou Delespine. La moitié de ses éditions concernent des controverses religieuses, au total une quarantaine d'ouvrages entre 1562 et 1566. Après 1565, Lyon redevient catholique et Jean Saugrain continue à publier des ouvrages mais moins véhéments.
Par lettres patentes du 10 juin 1568, Charles IX le désigne le réformé premier imprimeur de Lyon. Pendant les guerres de religion il est protégé par Jeanne d'Albret, reine de Navarre et mère d'Henri IV. Après la mort de sa protectrice Jeanne d'Albret, il publie le 28 juin 1572 un livret en son hommage. Même après le massacre de la Saint-Barthélemy, il continue à publier des ouvrages défendant sa foi. Il publie en 1573, avec permission, Discours et recueil du siège de La Rochelle en l’année 1573.
Au début 1573, il quitte Lyon et s'établit à Pau. Il publie en 1577 Les fictions poétiques d'Innocent Esgaré. le 16 février 1580, il s'associe avec Durand-Badel, libraire originaire de Cahors établi à Pau. Le contrat prévoit qu'après son décès, son fils Abraham doit lui succéder dans cette association. Henri de Navarre le nomme par lettres patentes imprimeur ordinaire et le libraire de l’académie de Pau.
Il rédige son testament le 22 juin 1586.

## Les Saugrain, une dynastie de huit générations de libraires-imprimeurs dont sept à Paris
- Jean Saugrain, marié en premières noces, en 1558, avec Claudine Vallet, en secondes noces, en 1576, avec Claude Seronne (morte en 1580), en troisièmes noces, en 1581, avec Magdelaine de Saut (morte en 1586), de son premier mariage, il a :
  - Jean Saugrain (v.1566-1622) qui s'est établi libraire à Poitiers en 1583[3].
  - Abraham Saugrain (ca 1567-1622), marié à Paris en 1595 avec Espérance Cellier (ca 1573-1640), il s'établit à Paris en 1587 et ouvre sa première librairie en 1597,
    - Charles I Saugrain (1611-1679), marié en 1634 à Claude Hourlier (1614-1709). Ils ont eu treize enfants :
      - Charles II Saugrain (1640-1728), marié en 1664 à Jeanne Petit (ca 1650-ca 1708). Ils ont eu dix enfants tous morts jeunes.
      - Guillaume Saugrain (1651-1708), marié en premières noces à Catherine Vaillant (morte en 1691), dont il a huit enfants, et en secondes noces, en 1692, avec Françoise Charpentier (ca 1653-1734) qui lui donne trois enfants. Françoise Charpentier a succédé à son mari jusqu'à sa mort le 21 juin 1734. Elle s'est associée à son gendre Pierre Prault en 1711 :
        - Charles Saugrin (1677-1739), reçu libraire en 1696
        - Claude-Marin I Saugrin (1679-1750), reçu libraire en 1700, imprimeur-libraire-juré de l'Université à Paris près la rue Pavée, "à la Fleur-de-Lys". Il a édité, un Code des chasses ou Nouveau traité du droit des chasses, suivant la jurisprudence de l'ordonnance de Louis XIV. du mois d'août 1669 (1713)[4]qui connaît de nombreuses rééditions, Les Curiosités de Paris, de Versailles, de Marly, de Vincennes, de Saint-Cloud et des environs (1716)[5], Code de la librairie et imprimerie de Paris, ou Conférence du règlement arrêté au Conseil d'État du Roy, le 28 février 1723, et rendu commun pour tout le royaume, par arrêt du Conseil d'Etat du 24 mars 1744. Avec les anciennes ordonnances, édits, déclarations, arrêts, réglemens & jugemens rendus au sujet de la librairie & de l'imprimerie, depuis l'an 1332, jusqu'à présent dit "Code Saugrain" (1723, 1744)[6], Dictionnaire universel de la France ancienne et moderne et de la Nouvelle France (1724)[7]. Il se marie en 1703 à Marie-Thérèse Émery (v.1681-1761), fille de l'imprimeur-libraire Pierre Émery (ca. 1652-1730), dont il a eu quatre enfants.
          - Guillaume-Claude Saugrain (1706-1762)[8], reçu libraire en 1724, mariée en 1728 avec Anne-Geneviève Prudhomme ([?]-1747), dont il a quatre enfants :
            - Antoine-Claude Saugrain (1730-1796), marié en 1753 à Marie Brunet (1745-1763), dont il a cinq enfants,
              - Marie-Thérèse Saugrain (1753-1791), mariée en 1779 à Pierre Plassan (v.1751-1810) libraire ét éditeur,
              - Marie-Louise (Élise) Saugrain (1755-1832), élève du dessinateur, peintre et graveur Moreau le jeune (1741-1814), un cousin par alliance des Saugrain, mariée en 1787 avec le docteur Joseph-Ignace Guillotin (1738-1814),
              - Claude-Marin III Saugrain (1756-1821), libraire-éditeur et graveur élève de Charles-Nicolas Cochin, marié en 1794 à Louise-Joséphine Chalgrin (1777-1826), fille de l'architecte Jean-François Chalgrin,
                - Émile Moreau Saugrain (1794-1833), maître verrier,

              - Thérèse-Angélique Saugrain (1759-1817), mariée en 1799 le typographe Henri Didot (1765-1852), imprimeur libraire,
              - Antoine-François Saugrain (1763-1820), dit de Vigny, médecin et scientifique qui s'est établi aux États-Unis qui est considéré comme le premier scientifique de la vallée du Mississippi, marié en 1793 à Gallipolis avec Virginie Rosalie Michau.

            - Claude-Marin II Saugrain (1735-1805), reçu maître en 1759 et libraire en 1781, nommé en 1766 libraire ordinaire de Monsieur le comte d’Artois (futur Charles X). Il cesse son activité en 1791. Il est nommé conservateur de la bibliothèque de l’Arsenal. Il s'est marié à Magdeleine Guyllin (morte en 1830), fille de Pierre Guyllin et Catherine Berruyer, fille de l'imprimeur Pierre Berruyer,
              - Madeleine-Sophie Saugrain (1771-1855), mariée à Marie-Jacques de Bure (1767-1847), fils de Guillaume II de Bure (1734-1820) et de Françoise-Marguerite Barrrois

            - Thérèse-Louise Saugrain (1737-1812), mariée en 1757 Guillaume-François de Bure (1732-1782), libraire-éditeur, qui a trois enfants morts jeunes,

        - Joseph I Saugrain (1685-1724), reçu libraire en 1709, marié en 1710, avec Jeanne Thoury (1685-1728), fille de Jacques Thoury, maître fondeur et fabricant d'instruments mathématiques, dont il a douze enfants,
          - Joseph II Saugrain (1714-1751), nommé libraire en 1739, marié en 1740 à Geneviève Prudhomme qui est liée à la famille Didot par la famille de Bure. Il a publié en 1736 la généalogie Saugrain

        - Guillaume II Saugrain (1686-1733), reçu libraire en 1710
        - Françoise Saugrain (1692-1749), mariée au libraire-imprimeur Pierre Prault (1685-1768),
        - Thomas-Antoine Saugrain (1695-1724), libraire à Paris en 1710,
        - Marie-Henriette Saugrain (ca. 1697-1761), mariée au libraire-imprimeur Auguste-Henri Holtz (mort en 1720.